# Austropyrgus tumidus
Austropyrgus tumidus е вид коремоного от семейство Hydrobiidae.

## Разпространение
Видът е разпространен в Австралия (Виктория).